# PAX AM Days
PAX Am Days là album phát dạng EP của ban nhạc rock Mỹ Fall Out Boy, phát hành vào ngày 15 tháng 10 năm 2013 bởi hãng Island Records và PAX AM.
Album tập hợp các bài hát ngắn,đính kèm với Save Rock and Roll và được sử dụng trong phim The Young Blood Chronicles.
Album này phát hành xen kẻ vào năm 2013 để quảng bá cho Save Rock and Roll và bộ phim.

## Danh sách bài hát
1.	"We Were Doomed From the Start (The King is Dead)" 	1:35
2.	"Art of Keeping Up Disappearances" 	1:03
3.	"Hot to the Touch, Cold on the Inside" 	1:24
4.	"Love, Sex, Death" 	1:23
5.	"Eternal Summer" 	1:45
6.	"Demigods" 	1:50
7.	"American Made" 	1:38
8.	"Caffeine Cold" 	2:41
Bonus Track
1.My Songs Know What You Did in the Dark (Light Em Up) (2Chainz remix)